# Sușkî, Korosten
Sușkî (în ucraineană Сушки) este localitatea de reședință a comunei Sușkî din raionul Korosten, regiunea Jîtomîr, Ucraina.

## Demografie
Componența lingvistică a localității Sușkî
     Ucraineană (97,64%)
     Rusă (1,86%)
     Alte limbi (0,34%)
Conform recensământului din 2001, majoritatea populației localității Sușkî era vorbitoare de ucraineană (97,64%), existând în minoritate și vorbitori de rusă (1,86%).